# Konstnärsförbundet
För den nutida intresseorganisationen, se Svenska konstnärsförbundet

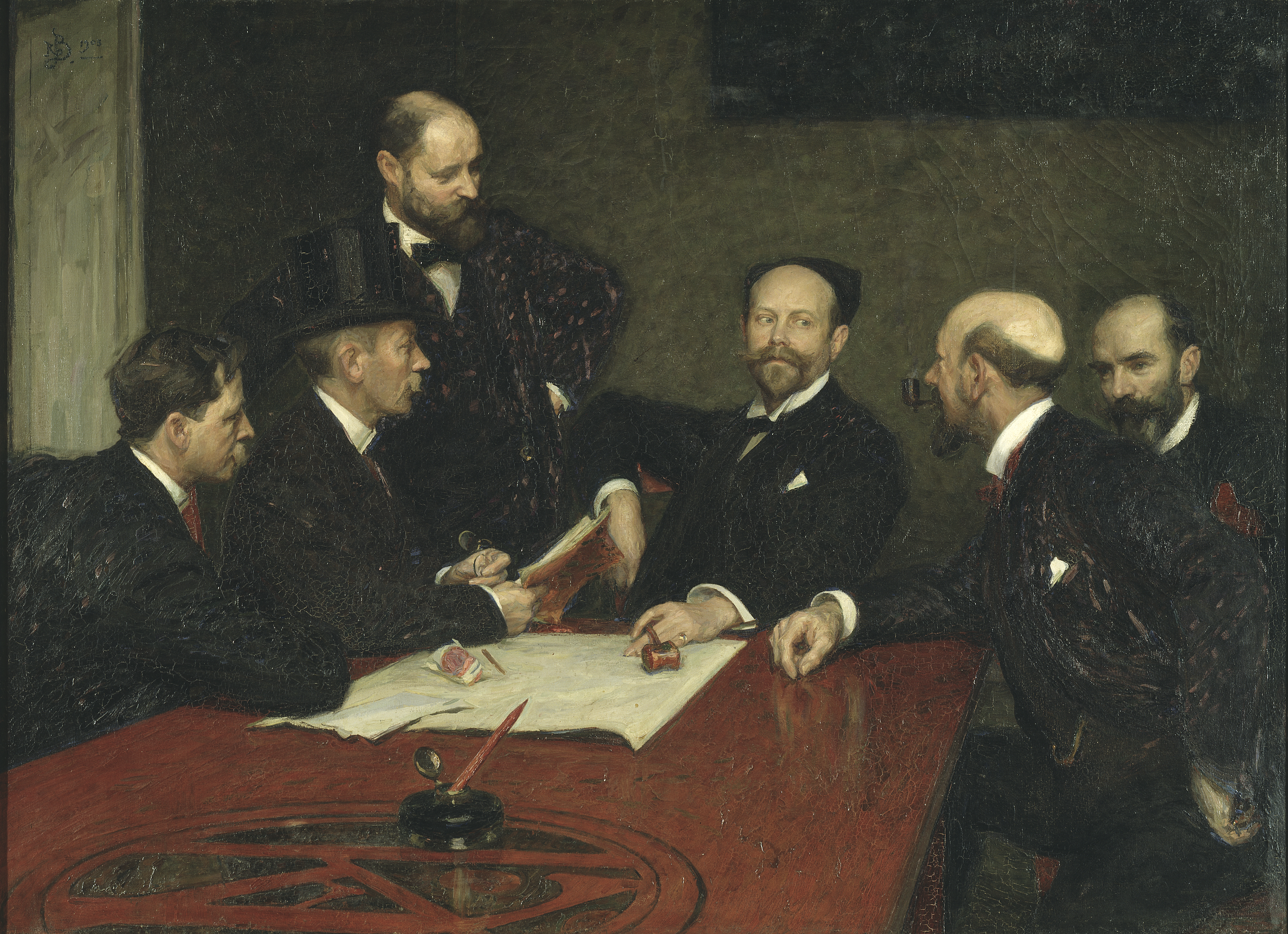
Konstnärsförbundets styrelse målad av Richard Bergh 1903. Från vänster syns Christian Eriksson, Eugène Jansson, Nils Kreuger, Karl Nordström (ordförande), Robert Thegerström och Richard Bergh

Konstnärsförbundet var en sammanslutning av svenska konstnärer som bildades 1886 i opposition mot Kungliga Konstakademien.

## Bakgrund och medlemmar
Förbundet krävde reformer av akademins organisation, undervisning och utställningsverksamhet. Förbundets två utställningar "Från Seinens strand" och "Opponenternas utställning" betecknas som genombrottet för det franskinspirerade friluftsmåleriet inom svensk konst. Några av de mest betydande medlemmarna var Nils Kreuger, Karl Nordström, Richard Bergh, J.A.G. Acke, Per Ekström, Gustaf Fjæstad, Per Hasselberg, Eugène Jansson, Ernst Josephson, Björn Ahlgrensson, Eva Bonnier, Bruno Liljefors, Carl Larsson, Axel Sjöberg, Carl Wilhelmson, Christian Eriksson, Hanna och Georg Pauli.
Konstnärsförbundet upphörde 1920.

## Historia

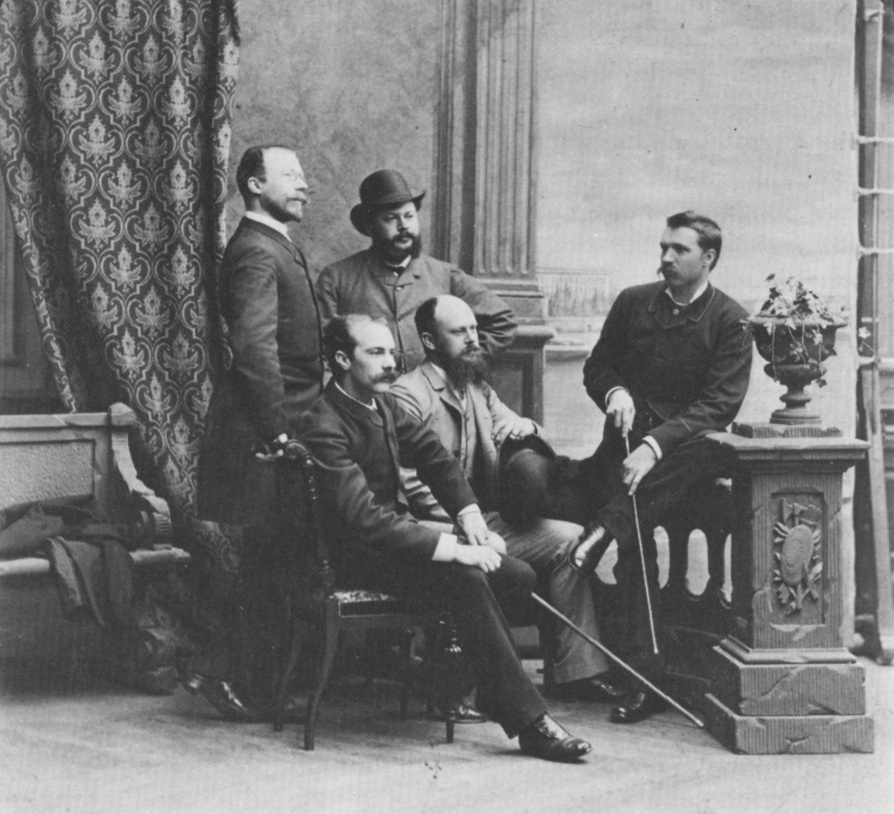
Ateljéfotografi med några av ledarna för Opponenterna. Stående från vänster: Carl Larsson och Ernst Josephson. Sittande från vänster: Richard Bergh, August Hagborg och Per Hasselberg.

### Missnöje med akademin
Konstnärsförbundet uppstod ur opponenterna, en oppositionsrörelse mot Konstakademiens organisation vid 1880-talets mitt. Akademiens tröghet i att anordna utställningar fick den så kallade Grezkolonin i Frankrike att planera en egen utställning i Stockholm. Frågan diskuterades och avgjordes våren 1884 då det beslutades att utställningen skulle äga rum följande vår. I november 1884 beslöt även Konstakademien att anordna utställning i samband med Akademiens 150-årsjubileum hösten följande år. 
Under denna tid var det en del slitningar inom den stockholmska konstvärlden. Ernst Josephson publicerade i Dagens Nyheter 29 november och 10 december två uppseendeväckande inlägg "Om den konstnärliga uppfostran i Stockholm".

### Skrivelse lämnas in till akademin

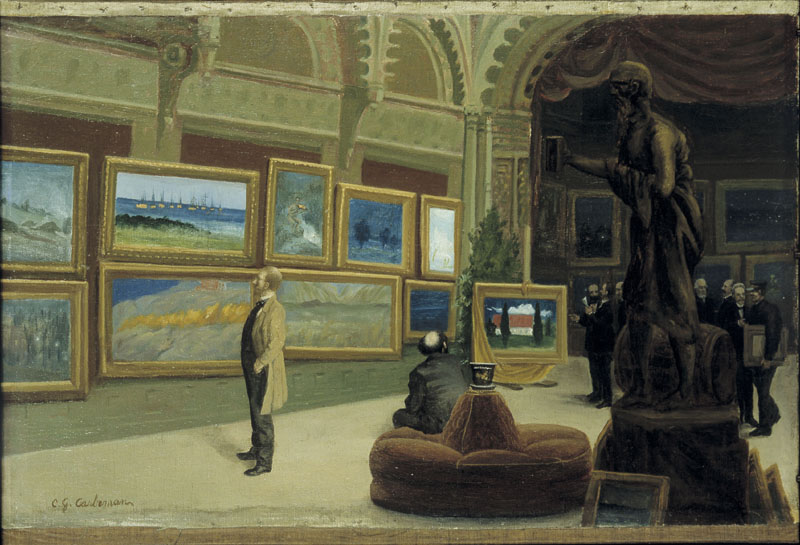
Blanchs konstsalong på 1890-talet, målning av Gustaf Carleman. Här hölls de två epokgörande utställningarna Från Seinens strand och Opponenternas utställning

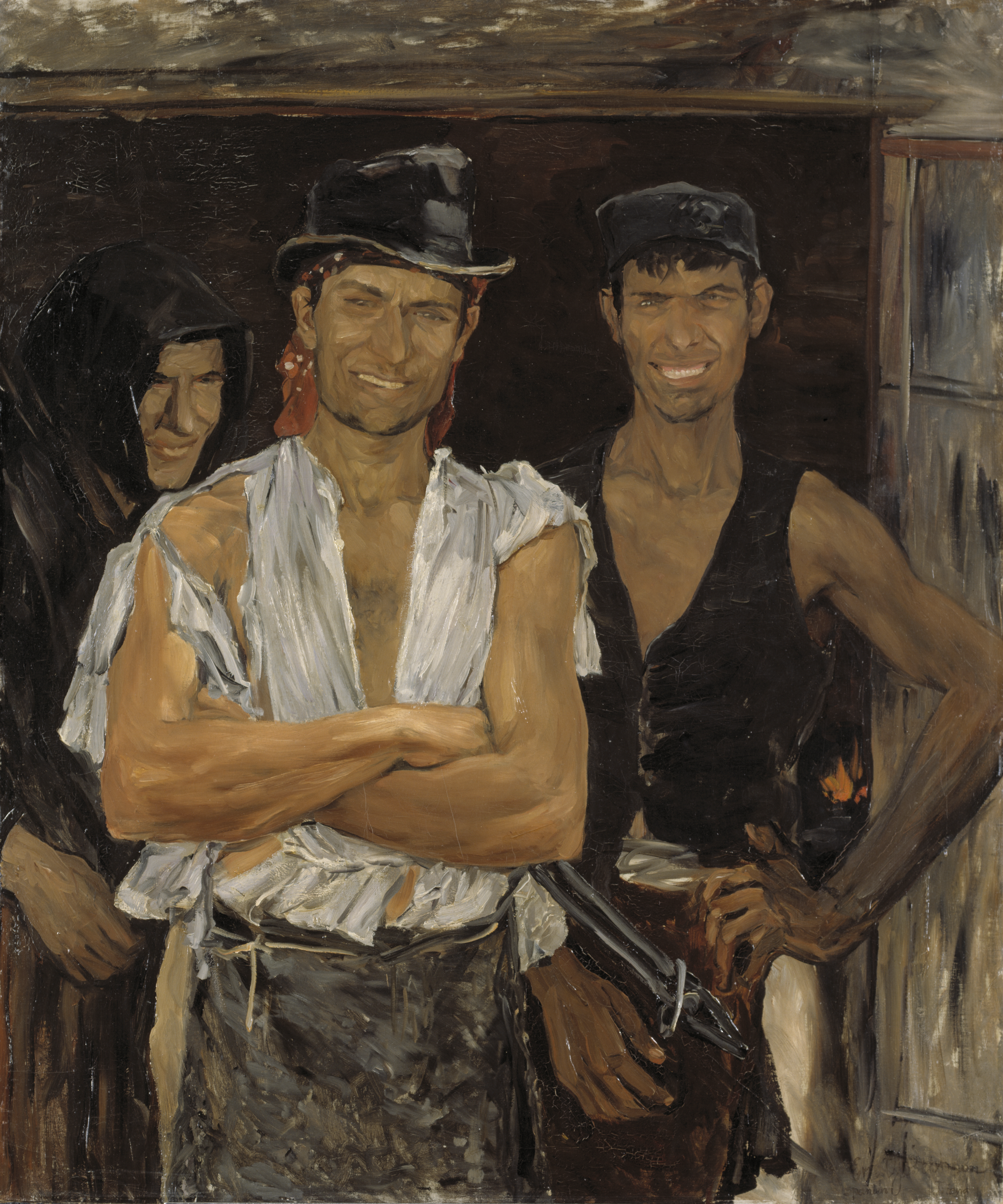
Spanska smeder av Ernst Josephson. En av tavlorna på utställningen Från Seinens strand

När Ernst Josephson vid jultiden återvände till Paris från Stockholm, kom konstnärerna där överens om att sätta upp en skrivelse till akademien med en begäran "om åtgärders vidtagande för nedsättande af en kommitté af svenska konstnärer, vald till hälften af akademien och till hälften af undertecknade i ändamål att utarbeta förslag till omorganisation af akademien". En del önskningsmål om reformerna nämndes också förslagsvis i skrivelsen. 
Skrivelsen undertecknades av 84 svenska konstnärer i Paris, London, Düsseldorf, Stockholm och andra platser. De som undertecknade kom ur olika åldersgrupper och hade skiftande bakgrund. I gruppen av kvinnliga konstnärer som undertecknade ingick Julia Beck, Hildegard Thorell, Emma Löwstädt-Chadwick, Anna Nordgren, Jenny Nyström och Julia Strömberg. Skrivelsen lämnades sedan in till akademien 27 mars 1885 av Ernst Josephson. 
I april öppnades parissvenskarnas utställning "Från Seinens strand" i Blanchs konstsalong. Den omfattade 100 verk av 18 utställare. 
Akademien lämnade 30 maj ett avböjande svar på opponenternas skrivelse och hänvisade dem till kungen. En stor del av dessa hade förbundit sig att om akademien lämnade deras begäran utan avseende, skulle de säga upp all kontakt med akademien och inte ta emot några utmärkelser från den. De kunde därför inte delta i den akademiska jubileumsutställningen. Istället beslöt de sig att samtidigt med den anordna egen utställning. Så skedde det och "Opponenternas utställning", som öppnades 15 september i Blanchs konstsalong, innehöll 155 konstverk av 50 utställare. 
Sommaren 1886 deltog konstnärerna från båda lägren i den skandinaviska utställning, som ägde rum i Göteborg, anordnad av sällskapet Valand. Då kom beskedet, att kung Oscar II hade avslagit deras begäran angående kommitténs tillsättande.

### Konstnärsförbundet bildas

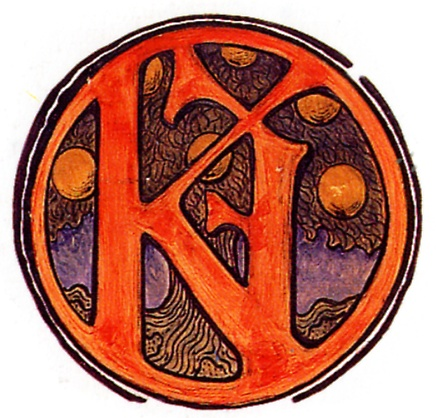
Konstnärsförbundets emblem, målat av Nils Kreuger

Opponenterna som redan i årets början kommit överens om att sluta sig samman i en förening, bildade 16 augusti Konstnärsförbundet. Som sitt syfte hade de satt upp "att motarbeta alla otidsenligheter, som kunna skada, och befrämja alla reformer, som kunna anses gagna vår inhemska konst och konstindustri". En av de mest angelägna uppgifterna var organiserandet av årliga utställningar och redan 8 oktober öppnades den första utställning som bar Konstnärsförbundets namn i Stockholm. Den omfattade 150 verk av 59 utställare.
Förbundet hade två samverkande styrelser - en i Stockholm och en i Paris (den sistnämnda upphörde omkring 1892). De utarbetade en liten broschyr "Hvad bör staten göra för konsten?" (1887) som kan betraktas som deras program. Där fanns förslag på förenkling och besparing i akademiens organisation, genom detta skulle större summor kunna anslås till inköp av konstverk. Utställningar anordnades 1887 i Göteborg och 1888 i Stockholm, varefter Konstnärsförbundet tog initiativet till att den svenska konsten blev representerad på 1889 års världsutställning i Paris - allt detta skedde utan stöd från statens sida. 

### Nya stridigheter
De följande åren medförde skarpa brytningar inom konstnärsvärlden. Akademiens nya stadgar från 1887 tillfredsställde inte reformvännerna, som i huvudsak stred för konstnärernas bestämmanderätt i konstnärliga frågor. Frågan om på vilket sätt de allmänna årliga utställningar skulle anordnas var den mest brännande och som ett önskemål hägrade en sammanslutning av konstnärerna från båda sidor till en enda förening som kunde ta hand om dessa utställningar.
Pengar till åstadkommandet av en utställningsbyggnad hade sedan 1882 på initiativ av Konstnärsklubben samlats in genom konstlotterier, av vilka Konstnärsförbundet anordnat ett. 19 augusti 1890 bildades på initiativ från båda parter Svenska konstnärernas förening i syfte att samla stridande grupper inom konstnärskåren och skapa en juridisk person som skulle vara ägare till det tänkta Konstnärshuset. 
Dock uppstod snart nya stridigheter. Akademien, som 1890 fått statsanslag till en ombyggnad av sitt hus, började förbereda för en egen omfattande utställningsvåning. Detta medan konstnärskårens tilltänkta utställningsbyggnad kröp ihop till en lokal, som inreddes i Konstnärshuset. Akademin erbjöd konstnärskåren att kostnadsfritt under två månader årligen använda akademins nya utställningssal, men detta avvisades av Konstnärsförbundet.
Konstnärsförbundets ställning inom Svenska konstnärernas förening var redan från första början oklar. Föreningen vägrade stödja Konstnärsförbundets krav och snart skedde en definitiv brytning mellan de båda grupperna.

### Under 1900-talet
Förbundet stred under en rad år för sin rätt att då det deltog i större utställningar, få uppträda som egen grupp och med egen jury – ett arrangemang som första gången fullt konsekvent genomfördes vid utställningen i München 1901 och som sedan även togs upp av andra svenska konstnärsgrupper.
Förbundet anordnade en mängd utställningar i bland annat Stockholm, Göteborg, Malmö, Uppsala, Köpenhamn, Helsingfors och Berlin. De deltog i de stora utställningarna i Chicago 1893, Berlin 1896 och i Stockholm 1897 deltog förbundet med egen jury. Vid Världsutställningen i Paris 1900 anordnade förbundet den svenska konstavdelningen. 
Förbundet startade 1890 en egen konstskola, Konstnärsförbundets skola, som med ett par uppehåll var verksam till år 1908. Lärare där var bland annat Richard Bergh, Anders Zorn, Christian Eriksson, Karl Nordström, Eugène Jansson, Nils Kreuger, Robert Thegerström och Knut Kjellberg som var lärare i anatomi. En del av dess elever debuterade sedan inför allmänheten med "De ungas utställning" våren 1909.
Förbundet räknade 1886 sitt medlemsantal till 92. Under 1890 uppgick antalet till 96. Efter de då utbrytande striderna blev antalet betydligt reducerat och 1910 var antalet nere i 21 medlemmar, och konstnärer som Carl Larsson, Anders Zorn och Georg Pauli lämnade förbundet. Karl Nordström kom att bli Konstnärsförbundets ledare under de senare åren. Vid sida av verkade Richard Bergh som 1905 gav ut skriften Hvad vår kamp gällt. 1910 anordnades den sista utländska utställningen i Berlin, 1916 den sista svenska utställningen. Konstnärsförbundet upphörde 1920.